# Aeroportul Municipal Hutchinson
Aeroportul Municipal Hutchinson (IATA: HUT, ICAO: KHUT, FAA LID: HUT) este un aeroport din Kansas, Statele Unite ale Americii ce deservește zona Hutchinson. Aeroportul a fost tranzitat în 2019 de 40 de pasageri. A fost numit după zona deservită.
Situat la o altitudine de 470 m, aeroportul dispune de 3 piste.

## Infrastructură

### Piste
Aeroportul dispune de 3 piste: 
- pista 13/31 din asfalt, cu dimensiunile 7.004 picioare × 100 picioare
- pista 04/22 din asfalt, cu dimensiunile 6.000 picioare × 100 picioare
- pista 17/35 din asfalt, cu dimensiunile 4.252 picioare × 75 picioare